# Пошта-Елан
Пошта-Елан (рум. Poșta Elan) — село у повіті Васлуй в Румунії. Входить до складу комуни Вуткань.
Село розташоване на відстані 265 км на північний схід від Бухареста, 32 км на південний схід від Васлуя, 88 км на південь від Ясс, 109 км на північ від Галаца.

## Населення
За даними перепису населення 2002 року у селі проживали 196 осіб, усі — румуни. Усі жителі села рідною мовою назвали румунську.